# Lavant (řeka)
Lavant (slovinsky Labotnica) je levobřežní přítok řeky Drávy v rakouské spolkové zemi Korutany. Řeka vzniká v malém jezeru Lavantsee na jižním svahu hory Zirbitzkogel ve Štýrsku, pak se stáčí na jihovýchod a asi po 10 km překročí hranice Korutan. Řeka protéká městy Bad Sankt Leonhard im Lavanttal, Wolfsberg a Sankt Andrä, dokud se nevlije do Drávy v městečku Lavamünd krátce před tím, než překročí hranice do Slovinska.
Jméno Lavant pochází z předkeltského období a v indoevropštině znamená „zářící řeku“.